# Dionysios Rodotheatos
Dionysios Rodotheatos (griechisch Διονύσιος Ροδοθεάτος, * 1849 in Ithaka; † 1892 in Italien) war ein griechischer Dirigent, Komponist der jüngeren Ionischen Schule und einer der ersten griechischen Symphoniker.
Der auf Ithaka geborene Rodotheatos wuchs in Korfu auf, wo er beim ‚Vater‘ der Ionischen Schule, Nikolaos Mantzaros, mit dem Musikstudium begann, das er wie sein erster Lehrer und viele von dessen Schülern am Konservatorium San Pietro di Majella in Neapel in den Jahren 1864 bis 1871 weiterverfolgte. Nach einem längeren Aufenthalt auf Korfu begab er sich nach Mailand, um am dortigen Konservatorium seine Studien fortzusetzen, die er durch Reisen nach Österreich und Deutschland ergänzte. Über seine Lehrer in Mailand gibt es keine Aufzeichnungen; der Bericht, dass Alberto Mazzucato, der Direktor des Konservatoriums, ihn zum Druck seiner ersten Oper ermunterte, lässt darauf schließen, dass er auch einer seiner Lehrer war. Druck und Aufführung dieses Werkes, eines dreiaktigen melodramma mit dem Titel Roberta de Cherandini, scheiterten jedoch an den hohen Kosten für die Herstellung. 1875 kehrte Rodotheatos nach Korfu zurück, wo er Kontrapunkt und Harmonielehre lehrte, Werke fast aller Gattungen herausbrachte und 1875 Mitglied des Vorstands und ‚Vizedirektor der musikalischen Abteilung‘ des Korfioter Teatro San Giacomo wurde. Seine Werke wurden auch in Athen und Italien gespielt. Wegen „Wahnsinns“ wurde er in ein unbekanntes Irrenhaus nach Italien verbracht, wo er 1892 starb.
Rodotheatos gilt als ausgeprägter Melodiker. Bis auf die drei symphonischen Werke sind die meisten seiner Kompositionen verschollen. Neben Werken für Klavier und Chormusik schrieb er sowohl einige italienischsprachige Opern als auch symphonische Musik. Hinzu kommen zahlreiche Märsche und andere Werke für Blasorchester. Außerdem war er der Verfasser der ersten griechischsprachigen Harmonielehre (Pragmatia theoritiki ke praktiki peri armonias, Πραγματεία Θεωρητικὴ καὶ πρακτικὴ περὶ ἁρμονίας), die 1886 in Korfu erschien.

## Werke
- Oitona, Oper in einem Akt nach Oithona, einem der ‚Gesänge des Ossian‘, 1875/76. Eine weitere Oper unbekannten Titels, die 1881 in Triest uraufgeführt wurde, ist verschollen.
- Atalia, Symphonische Dichtung in sieben Sätzen
- Lo Cid, Symphonische Dichtung in sechs Sätzen
- Allegorikes idees (Ἀλληγορικές ἰδέες), Rhapsodie für Orchester
- Trauermarsch zum Tod Viktor Emanuels II. für Blasorchester
- Ymnos pros tin Patrida (Ὕμνος πρὸς τὴν Πατρίδα, ‚Hymne für das Vaterland‘) für vier Solostimmen, gemischten Chor und Klavier
- Dithyrambos für dreistimmigen Männerchor
- Epiklisis is tin Eleftherian (Ἐπίκλησις εἰς τὴν Ἐλευθερίαν, ‚Anrufung an die Freiheit‘) für Männerchor und Klavier
- Elvira, Polka Mazur für Klavier
- Ermelinda, Polka Mazur für Klavier